# CIAM
CIAM (Congres Internationaux d’Architecture Moderne, magyarul „Modern Építészet Nemzetközi Kongresszusa”) a modern építészet nemzetközi szervezete volt 1928 és 1959 között. A különböző országokban rendezett kongresszusok jelentős szerepet játszottak a modern építészet elveinek kialakításában és elterjesztésében. Az egyik vezéralakja Le Corbusier volt. A CIAM magyar csoportja révén magyar építészekre is hatást gyakorolt.

## Története

### Megalakulása
1928 júniusában Svájcban, Helene de Mandrot La Sarraz-i kastélyában ültek össze először a világ minden tájáról meghívott neves, modern felfogást valló építészek, hogy közös elveiket megfogalmazzák. Az előterjesztést Siegfried Giedion és Le Corbusier készítették. Kijelentették, hogy az építészetet az „akadémiák” befolyásától meg kell szabadítani és eredeti gazdasági és társadalmi hivatásának összhangját vissza kell állítani. Ugyanekkor elhatározták Le Corbusier elnökletével a CIAM megalakulását: időszakonként további kongresszusok rendezését. A főtitkár Giedion lett.

## A szervezet programja
A CIAM célkitűzése az volt, hogy az építészek széles körű összefogásával olyan építészeti kérdéseket oldjon meg, amelyekhez az egyes szakemberek elszigetelt erőfeszítései nem elegendők. A szervezet ténylegesen széles körű és alkotó lett: tagjai közé tartozott a kor csaknem valamennyi jelentős építésze, így kezdettől Hendrik Petrus Berlage, Victor Bourgeois, Pierre Jeanneret, Le Corbusier, André Lurçat, Ernst May, Hannes Meyer, Rietveld, Alberto Sartoris stb., akikhez évről évre többen csatlakoztak. A megoldandó problémák sorába tartozott elsősorban az építészet helyzetének felmérése, továbbá aktuális kérdéseinek felvetése és ezek általános érvényű megválaszolása.
A szervezet működésének kezdetén a széles tömegek lakáskérdésének megoldását jelölte meg legfontosabb feladatként. Ez az állásfoglalás egynéhány országban megindult folyamat nemzetközi szintű általánosítását jelentette. Ezek közt kiemelkedő jelentősége volt a németországi gyakorlat elemzésének. Ugyanis az első világháború után, a weimari köztársaságban vezető szerepet játszó német szociáldemokrata párt feladatát a kínálkozó lehetőségek kihasználásával, a dolgozók életkörülményeinek normalizálásában látta. Ily módon nagy jelentőségű célkitűzéssé vált a lakáskörülmények megjavítása, a „kisemberek" kulturált és egészséges lakáshoz juttatása. Ennek szellemében Németország számos városában korszerű lakótelepek épültek: Berlin-Siemensstadt, Berlin-Zellendorf, Spandau-Haselhorst, Frankfurt-Römerstadt, Karslruhe-Dammerstock, Dessau-Törten stb.). Ennél szerényebb keretek között, de szintén jelentős építkezések folytak Belgiumban, Hollandiában, Finnországban is. A tömegek számára építendő kislakások kérdése világszerte előtérbe került. A két világháború közötti kongresszusokon ennek a problémának a korszerű tudomány és technika eszközeivel való széles körű elemzését végezték el és megoldási lehetőségeit dolgozták ki.
La Sarraz-í Nyilatkozat (1928)
- 1. Az építészet és az általános gazdasági rendszer jelenségei közötti kapcsolat a modern építészet fogalmának meghatározó része.
- 2. A „gazdasági hatékonyság" fogalma nem a maximális piaci haszonra, hanem a minimális munkaerő befektetéssel járó termelésre utal.
- 3. Az egyetlen lehetséges kiút az általános gazdasági elszegényedésből a maximális hatékonyság.
- 4. A leghatékonyabb termelési mód a racionalizáláson és a tipizáláson alapszik. A racionalizálás és a tipizálás hatása mind a modern építészetben (a koncepció kialakításában), mind pedig az építőiparban (a megvalósításban) közvetlenül jelentkezik.
- 5. A racionalizálás és a tipizálás hatásai háromszorosan is érvényesülnek:

(a) olyan építészeti koncepció kialakítását igénylik, amely egyszerűsíti a helyszíni munkát és az előregyártást;
(b) csökkentik az építőipar szakképzett munkaerő igényét; lehetővé teszik kevésbé specializált munkaerő alkalmazását magasan kvalifikált műszaki vezetők irányítása mellett;
(c) arra ösztönzik a fogyasztót (tehát az építtetőt, a későbbi lakót), hogy igényeit újragondolva, azokat az új társadalmi feltételekhez igazítsa. Ez a megújulás a ténylegesen nem igazolható individuális igények csökkenéséhez fog vezetni; az egyéni igények megszorításából származó haszon pedig a tömegek jelenleg elfojtott igényeinek maximális kielégítését fogja szolgálni. "

## A CIAM kongresszusai
A CIAM munkája – a széles körű nemzetközi szervezeteknél kialakultnak megfelelően, szóbeli-, (kongresszusok és konferenciák vitái), illetve írásbeli (a kongresszusok anyagának publikációi) volt. Közösen végrehajtott építészeti feladatokról nem lehetett szó. A CIAM-ban végzett elméleti munka eredményei az egyes építészek egyéni tevékenységük során, alkotásaikban jutottak kifejezésre – természetesen különböző módon, sajátos színezettel. Alapító kiáltványukban csupán a régi formáktól való elszakadást és a funkcionalizmust hangsúlyozták.

### I. kongresszus: 1928 La Sarraz (Svájc)
A XX. század építészetének az ipari építkezések mellett elsőrendű feladata a kislakás-építés lett. A CIAM alakuló kongresszusa, az építészet helyzetét felmérve, e kérdést állította vizsgálatainak középpontjába.
Hasonló radikális álláspontot képviselt a várostervezéssel kapcsolatban is:
...„Az urbanizáció nem állhat esztétizáló követelmények szolgálatában: lényege a funkcionális rend... a földkereskedelemből, spekulációból, öröklésből származó kaotikus földhasználat helyébe egy következetes, kollektív földpolitikának kell lépnie. A föld újraosztása, bármiféle várostervezés legalapvetőbb feltétele, magában foglalja az egyesült erőfeszítéssel létrehozott értéknövekedés igazságos elosztását a tulajdonosok és a közösség között."...

### II. kongresszus: 1929 Frankfurt (Németország)
Az 1929. évi frankfurti II. kongresszust Ernst May készítette elő. Ezen Walter Gropiust a CIAM alelnökévé választották. A kongresszuson a korszerű kislakás kérdését vitatták meg. A „szociális építés a széles néprétegek számára" cél megoldását a „tökéletesen praktikus, a természettel élő kapcsolatban álló, nyugalmas és jól védett" lakásokban látták. A két világháború közötti kongresszusokon ennek a problémának a korszerű tudomány és technika eszközeivel való megoldási lehetőségeit dolgozták ki. Az igények, a társadalmi és az egészségügyi követelmények, valamint az átlagos anyagi lehetőségek vizsgálatából a lakásépítészet terén arra a megállapításra jutottak, hogy a fejlődés az egyre szűkebb körű családi közösségek felé halad. S ezek igényeinek és anyagi lehetőségeinek a minimális alapterületű lakások felelnek meg legjobban – feltéve, hogy tervezésük funkcionális szempontból kifogástalan. Ehhez tisztázni kellett, hogy melyek voltaképpen azok a funkcionális követelmények, amelyeket a lakásnak ki kell elégítenie. Elsőként kényelmes legyen, azaz használata lehetőleg kevés munkát igényeljen; így jutnak el a több kis szobából álló, minimális mellékhelyiségekkel rendelkező lakás gondolatához. A szobáknak meghatározott mennyiségű levegőt és fényt kell biztosítani; ezért a terület csökkentésével egyidejűleg növelni kell a viszonylagos ablakfelületet. Mivel azonban nem közömbös, hogy hová nyílnak a kis szobák nagy ablakai: meg kell határozni, hogy a szobák maximális levegőzését, benapozását milyen módon lehet elérni, stb.
A vonatkozó anyagot ’’’Die Wohnung für das Existenzminimum’’’ címen adták ki. A kiadvány különböző országok modern lakásterveit tartalmazta. A terveket a lakásfunkciók racionális elválasztása és minimális területen való megvalósítása jellemezte.
Ezen a kongresszuson határozták el a modern építészet problémáit figyelemmel kísérő és a kongresszusokat előkészítő bizottság, a CIRPAC (Comité Internationale pour la Résolution des Problemes de l’Architecture Contemporaine) , a nemzeti csoportok, továbbá különböző munkabizottságok felállítását.
Gropius – volt munkatársát – Molnár Farkast és építész barátait is meghívta. Így a kongresszuson a magyar építészek közül Molnár Farkas, ifj. Masirevich György, Ligeti Pál, Weiner Tibor, Rácz György, gr. Csáky István és Virágh Pál is részt vett.

### III. kongresszus: 1930 Brüsszel (Belgium)
A következő, Brüsszelben megtartott III. Kongresszus (1930) a „racionális beépítési módokkal” foglalkozott.
Az előző kongresszus elveinek kielégítéséhez nem közömbös, hogy hová nyílnak a kis szobák nagy ablakai: meg kell határozni, hogy a szobák maximális levegőzését, benapozását milyen módon lehet elérni Sor került a lakás-, lakóház- és lakónegyed-építés alapelveinek kidolgozására. Ezzel már a városépítészet, pontosabban: a lakónegyed-építészet területére lépnek. A kiszabott feltételeknek az addigi (utca-tömb) beépítési mód nem felel meg, tehát mint elavultat el kell vetni. A követelmények kielégítésére a parkokban egymástól aránylag távol épített házak nyújtanak megoldást. Ám az általában szokásos emeletszám (5-6) mellett a városok nagyon széthúzódóak lennének, és a közlekedés feleslegesen sok időt rabolna el az emberektől. Az 1930-as brüsszeli kongresszuson ezért a két legjelentősebb hangadó építész, Le Corbusier és Walter Gropius a tíz emeletnél magasabb lakóházak mellett foglalt állást. A fenti elvek szerint tervezett ideális lakónegyedek területének csak 11%-át foglalják el a házak, 8%-át az utcák, s a fennmaradó 81%-on parkok létesíthetők. A lakások maximális benapozásának biztosítása érdekében a lakóházak tájolásánál, hogy az északi fekvésű helyiségeket kiküszöbölhessék, a déliekről is le kell mondani, ezért a házak keleti és nyugati fekvésű helyiségekkel készülnek. Ezek szerint az ideális lakónegyed sávosan elhelyezett észak-dél irányú, elnyújtott téglalap alaprajzú, magas házakból állna.
Az utcavonaltól függetlenített, megfelelően tájolt sávházas beépítés a kongresszust követően terjedt el világszerte.

### IV. kongresszus: 1933 Athén (Görögország)
A lakás-, lakóház- és lakónegyed-építés alapelveinek kidolgozása után a CIAM áttért a funkcionális város problémájára. Elsősorban a különböző rendeltetésű városrészek egymással való kapcsolatát vizsgálták (a „területfelhasználási mód”-ok definiálása). Azt, hogy mi a leghelyesebb megoldás a várostestet alkotó lakónegyed, a gyárnegyed, az igazgatási negyed és a szórakozást, pihenést szolgáló városrészek elhelyezése, fekvése, kialakítása, kapcsolatai, közlekedése stb. terén.
Az Athéni Charta
Amint az előzők jelzik, az építészet korszerű útjának keresése logikusan vezetett a városrendezési problémák irányába. Ezekkel foglalkozott a CIAM soron következő – a CIRPAC több ülésén előkészített – IV. kongresszusa, amelyet „A funkcionális város” címen, Athén és Marseille között, a „Patris” -nevű hajó fedélzetén tartottak meg 1933-ban. A kongresszus dokumentuma az ’’’Athéni Charta’’’ nevet kapta. Évtizedeken keresztül – még a második világháborút követő években is – ez volt a városépítési tervezés elméletének és gyakorlatának az alapja. Az Athéni Charta a várost regionális összefüggésében szemléli, öt funkcióját – lakás, munka, üdülés, közlekedés, történeti emlékek megőrzése – határozza meg és javasolja, hogy a tervezésben e funkciókat vegyék figyelembe.

### V. kongresszus: 1937 Párizs (Franciaország)
Ezen a kongresszuson ismét továbbmentek egy lépéssel: a különböző típusú városokat (településeket) és azoknak az egyes országokban játszott szerepét vizsgálták meg.
Ezen a kongresszuson fogadták el a magyar delegáció javaslatát is, amely a falusi építkezések sürgető kérdéseit is a CIAM megoldandó feladatai közé sorolta. Ezek kidolgozására azonban már nem került sor, mert a második világháború kitöréséig több kongresszust már nem tartottak.
Megemlítendő, a CIAM 1937-ben alakult szekciója (CIAM-Ost). Ez a szervezet a CIAM-hoz tartozó kelet-európai nemzeti csoportokat fogta össze a speciális kelet-európai kérdések megoldására. A CIAM-Ost titkára Molnár Farkas volt. A szervezet két konferenciát tartott (1937 januárjában Budapesten és 1937 nyarán Brnóban) magyar, görög, román, osztrák, csehszlovák, lengyel és jugoszláv építészek részvételével.

## A második világháború után

### VI. kongresszus: 1947 Bridgwater (Anglia)
Erre a kongresszusra tíz év múlva került sor, s ekkor a második világháború utáni teljesen megváltozott társadalmi-, politikai és technikai körülmények közt keletkezett feladatok szakmai megoldására kellett koncepciót kidolgoznia (háborús károk, város- és városrész-méretű építészeti programok, tömeges lakásépítés technikai háttere, városba áramlás (városodás), közművesítés, motorizáció, jövedelem- és szabadidő növekedése, stb.)
A CIAM történetének világháború utáni, harmadik és egyben utolsó szakaszában a liberális idealizmus tökéletes győzelmet aratott a korai időszak materializmusa fölött. Már 1947-ben a Bridgewaterben tartott VI. kongresszusán megkíséreltek túllépni a „funkcionális város" életidegenségén. Kijelentették, hogy „a CIAM célja olyan fizikai környezet létrehozása, amely az ember érzelmi és anyagi igényeit egyaránt kielégíti".
A téma továbbfejlesztését az angol MARS csoport vállalta magára: ők készítették elő a
„városmag" témája köré szervezett VIII. kongresszust.

### VII. kongresszus: 1949 Bergamo (Olaszország)
A CIAM további kongresszusai bizonyos kritikákat fogalmaztak meg az Athéni Chartával szemben, így az 1949. évi bergamói kongresszus, vagy a…

### VIII. kongresszus: 1951 Hoddeston (Anglia)
A MARS-csoport által előkészített kongresszus a városközpont kérdéseivel foglalkozott. A város szíve címet választva a MARS olyan témára irányította a kongresszus figyelmét, amellyel egy 1943-ban készült kiáltványban Sigfried Giedion, José Luis Sert és Fernand Léger már foglalkozott. Itt írták: „Az emberek olyan épületeket kívánnak, amelyek hatásosabban oldják meg társadalmi és közösségi életük kifejezését, azaz a monumentalitás, az élvezet, a büszkeség és az izgalom iránti igényük kielégítésére vágynak."

### IX. kongresszus: 1953 Aix-en-Provence (Franciaország)
Hivatalos témája az „Habitat” (lakóhely) problémája volt, ám valójában a CIAM elveinek akadémikussá válása képezte a vita tárgyát. A CIAM kezdeti irányulásától való döntő szakadás 1953-ban, Aix-en-Provence-ben következett be.
A háború után bekövetkezett dinamikus városodás megjelenő új hatására a "hely" konkrét minőségei iránt felélénkült érdeklődés következtében a fiatalabb új tagok türelmetlenné váltak.

### X. kongresszus: 1956 Dubrovnik (Jugoszlávia)
A következő kongresszus előkészítésével megbízott csoport, amely Team X (Team ten)-nek nevezte magát, ezen a kongresszuson fellépett a CIAM korábban leszögezett elvei, különösen az Athéni Charta ellen. Vezetői Alison és Peter Smithson, Candilis és Bakema voltak. Tagjainak fő célkitűzése a CIAM addigi elveinek, főleg az Athéni Chartának a kritikája volt, mivel ezeket túlhaladottnak minősítették.
...„Mindazok, akik most negyven évesek, 1916 körül, háborúk és forradalmak idején születtek, és akik akkor még nem éltek, a huszonöt évesek, az 1930-as évek, az új háború előestéje, a mélyreható gazdasági, társadalmi és politikai válság korszakának szülöttei: ők azok, akik ma a jelen véráramában élnek, ők képesek személyesen és mélyrehatóan átérezni az aktuális problémákat, a követendő célokat, a célok eléréséhez szükséges eszközöket, a jelen megrendítő szorítását. Az ő kezükben van a tudás. Elődeik immár nem látják át a helyzetet, kikerültek a dolgok sűrűjéből, azokra nincs közvetlen hatásuk."...
A csoport tevékenysége hozzájárult ahhoz, hogy a CIAM megoszlott, majd 1959-ben meg is szűnt. A csoport magyar tagja Polónyi Károly volt.

### XI. kongresszus: 1959 Otterlo (Hollandia)
Az utolsó kongresszus – egyes delegációk hazautazása után – szótöbbséggel a CIAM feloszlatása mellett döntött.

## Összefoglaló jellemzés
A CIAM munkásságának jelentősége főként abban nyilvánul meg, hogy tagjai felismerték: koruk építészetének fő feladata szociális jellegű, a széles tömegek lakáskérdésének korszerű megoldása. Az igények és követelmények valóban széles körű felmérése után tudományos módszerekkel határozták meg a lakóház- és városépítészetben követendő normákat. Ez a felfogás – amely a szociális és funkcionális kérdéseket szorosan összekapcsolta és előtérbe állította, s amely a kollektív munkának e tekintetben döntő jelentőséget biztosított, az építészeti egyéni teljesítményt tulajdonképpen az alakításra korlátozva – teljesen új és egyben a XX. század építészetének helyes értelmezése volt.(GE)

## Helyzetkép a CIAM feloszlatása után
(Forrás: KT.)
A települések, illetve kiemelt egyedei, városok problémáival több szakmai, illetve félig-meddig kormányok által is támogatott szervezet foglalkozott/foglalkozik. Ezek közül a 80-as évek egyik jelentős szervezete az INTA-AIVN, az európai méretben középváros méretű települések problémáival és fejlődésével foglalkozó szakmai/települési tömörülés. A szervezetnek a Magyar Urbanisztikai Társasággal közösen 1986-ban szervezett ülése foglalkozott az urbanizáció háború utáni mozgatóival és a legújabb fő kérdéseivel.
..."A szeminárium témacsoportjai, az elhangzott előadások, s a kialakult viták markánsan jelzik azt a szemléleti és módszertani változást, amely napjaink urbanisztikájában a településpolitikában, a városépítési gyakorlatban Európa-szerte végbemegy.
Századunk második felének napjainkig tartó időszakában az urbanisztika a második világháborút követő európai és nemzeti körülményekre épült. Legfőbb formálói:
- a háborús károk felszámolására irányuló nemzeti erőfeszítések,
- a hatvanas évekre jellemző gazdasági fellendülés,
- s az ennek nyomán robbanásszerűen bekövetkezett városnövekedés,

az építőipar tömegtermelésre való átalakulása voltak.
Ennek megfelelően e korszak társadalmi körülményeire épülő, annak igényeit kiszolgálni hivatott városépítési gyakorlat alapvetően extenzív jellegű és technikai indíttatású volt. E korszakban új városok sora születik Európa-szerte, s a meglévők egy része hihetetlen módon megnövekszik népességszámában, területhasználatban. E városokban – a létrejött új városrészekben – az életkörülmények technikai keretei a korábbiakkal összehasonlíthatatlan mértékben megjavultak.
Ezzel egyidőben azonban ellentmondások, zavaró jelenségek sora is keletkezett, mint a környezetkárosodás, a városok egyes részei közti drasztikus életkörülmény-különbségek, az életmód specializált leegyszerűsödése, a fogyasztói társadalomra jellemző életvitel, a szocializálódási problémák, a települési hagyományok és értékek elhanyagolása, stb. E tünetek Európa-szerte megjelentek, s fokozatosan erősödtek, de a gazdasági konjunktúra adta egyéb lehetőségek időlegesen közömbösíteni tudták őket. A hetvenes évekkel kezdődő gazdasági visszaesés, az ezt követő jövedelmi, foglalkoztatási krízis, de ezen kívül a városépítés központi támogatásainak forráselapadása is, válsághelyzetet teremtett az urbanisztikában Európa-szerte.
A városok alapvető településpolitikai feladatai a korábbiakhoz képest megváltoztak.
- A városok működésének alapkérdései, a gazdasági talponállás, a foglalkoztatás, a városalakító adottságok és igények alapos feltárására és működtetésére való törekvés,
- az egzisztenciálisan labilissá váló lakosság társadalmi érzékenységének növekedése,
- a településen belüli életkörülmény egyenlőtlenségek lettek.

Vagyis a technikai helyett társadalmi-, gazdasági jellegűekké váltak. Az irányított városfejlesztés fokozatosan átadta helyét a helyi települési adottságokra alapozó önálló városfejlődésnek... a városokban rádöbbentek arra, hogy a városfejlődés biztosítása érdekében helyi hatósági intézkedésekkel is elő kell mozdítani a vállalatok piacképességét, mert a foglalkoztatás stabilizálásán keresztül keletkező lakossági jövedelmek – részben adók, részben a helyi felhasználás révén – is településfejlesztési forrásokká válnak...Egyes városok kiemelt feladatuknak tekintik az új munkahely létesítések koordinálását... az új technológiák bevezetésének, befogadásának városfejlesztési feltételeiről... annak műszaki- és szellemi infrastruktúra-szükségleteiről, de magasabb szintű életmód-igényéről is...
Európa-szerte beszűkültek a városok fejlesztésének központi pénzforrásai, s ez a tény volt az egyik indítéka a városok meglévő műszaki létesítményeivel való gazdálkodás jelentőségének növekedéséhez, mely a meglévő városrészek, sokszor elavult, leromlott városközpontok újraélesztésének, újraszervezésének folyamatát indította el... A megváltozott gazdasági körülmények hatására fokozódó aktivizálódás következik be a lakosság és a település működését irányító hatóságok között"...

### Nemzetközi építész szervezetek a CIAM feloszlatása után
- RIA: Pierre Vago (Vágó Péter) még 1932-ben szervezi meg a RIA (Réunion Internationale d'Architectes) nemzetközi építész szervezetet, amely 1933-ban Moszkvában tartotta első kongresszusát. Ezt átalakítva szervezi meg 1948-ban az "UIA"-t (Union Internationale des Architectes). Ennek 1969-ig főtitkára

volt.
- UIA
- UN-HABITAT

## A CIAM magyar csoportja
A CIAM 1929-ben, frankfurti kongresszusán határozta el nemzeti csoportok megalakítását. A kongresszuson Molnár Farkas több magyar építésszel együtt vett részt. Hazatérésük után alakult meg a CIAM magyar csoportja, amelyet Molnár Farkas és Fischer József vezetett. A CIAM magyar csoportja a CIAM operatív bizottsága után főként CIRPAC szekciónak nevezte magát. Működése a modern építészet propagálásában, ezzel kapcsolatos társadalomkritikában és a Bauhaus elveinek megfelelő épületek tervezésében nyilvánult meg. A „Tér és Forma” folyóirat (amely köré csoportosultak a korabeli haladó építészek) általában januári számaiban közölte a CIAM magyar csoportja tagjainak terveit. A csoport működésének a Centrál kávéházban, vagy egyes vezetők lakásán tartott megbeszélések adtak rendszeres keretet.
A csoport 1932-ig tartó korszakának jellemző tevékenysége főleg agitatív jellegű volt.
Első megnyilvánulásuk a Magyar Mérnök- és Építész-Egylet 1928. novemberi, a modern építészetről szóló vitaestje volt, amelyen Fischer József (frankfurti építkezések) vetített képes beszámolót, Ligeti Pál pedig (a modern építészet esztétikája) előadást tartott.

### A csoport kiállításai
Az első kiállítást az 1931 őszi Háztartási és Lakberendezési Vásár keretében szervezték. Itt mutatták be a „Kolház” tervét. A „Kolház” gondolata kilép az építészeti hagyományos gondolatkörből, s életviteli, szociológiai változás- tartalmat is hordoz, ma utópisztikus tervnek neveznénk (gondolata még a hatvanas években is felmerült, sőt élénk „kollektív ház-magánlakás” vitafórumot is szervezett az Új Írás folyóirat. Lásd még: a Zalotay-féle „hírhedt” terv a Szentendrétől Budapestig húzódó „lakógép”-re).
Az 1932 tavaszán a csoport már önálló (második) kiállítását szervezte a Tamás-galériában. Ezen a kiállításon az eddigi elméleti- és propaganda tevékenységüket rendezett módon vitték a közönség elé. (…„az új érdekében harcba kellett szállni az építészetben uralkodó régi módszerekkel …”(FJ) . A kiállítás anyaga kartonokon feldolgozott képek, rajzok, statisztikai adatok, amelyek az elmaradott magyarországi lakás- és szociális viszonyokat mutatja be.
A csoport harmadik kiállítását 1932-ben, a Kézművesipari Kiállítás keretében szervezte. A szellemében jelentkező társadalmi-politikai tendencia erőteljes, ezért a kiállításuk anyagának egy részét a rendőrség még a megnyitó előtt elkobozta. A kiállítás címe: „Ház, Város, Társadalom” és a szociális építészet létrehozását sürgeti. Ez volt a csoport utolsó kiállítása, s ez egyúttal tevékenysége első szakaszának végét is jelentette.
A csoport tevékenységének második szakaszában közös tervezési feladatokat látott el. Erre a szakaszra jellemző, hogy határozott szociálpolitikai beállítottságuk miatt közösségi megbízásokat nem kaptak. Tevékenységük főképpen a modernebb szellemiséget képviselő, anyagilag tehetős polgári megbízók társasház- és magánvilla tervezéseire lokalizálódott. Ezzel tulajdonképpen eltávolodtak saját ideológiai vonaluktól. Az adott magyarországi társadalmi-politikai keretek mellett ez is részes abban, hogy a csoport egysége fokozatosan megbomlott, a közös munkák elmaradtak, sőt, a CIAM 1938-as kongresszusára sem tudták a magyar anyagot összeállítani . A magyar csoport így 1938-ban feloszlott.

### A csoport tagjai
(Forrás: G.E.)
- Állandó kapcsolatot tartó építészek: Molnár Farkas, Fischer József, Major Máté, Forbát Alfréd, Bakos István, Ligeti Pál, Révész Zoltán, Körner József, Kósa Zoltán, Preisich Gábor, Breuer Marcell (külf.)
- Eseti témákban együttműködő építészek: ifj. Dávid Károly, Szentkirályi Gyula, Dóczy György, Stein Károly, Molnár József, Pajor Zoltán.
- Csak a dokumentumokban szereplő nevekről ismert építészek: Engel Zoltán, Lichtenthal Ernő, Déman Pál, Földes Róbert, Ivánka András, Érdy Zoltán, Juhász László, Schiller György, Bierbauer Virgil.

## Képgaléria

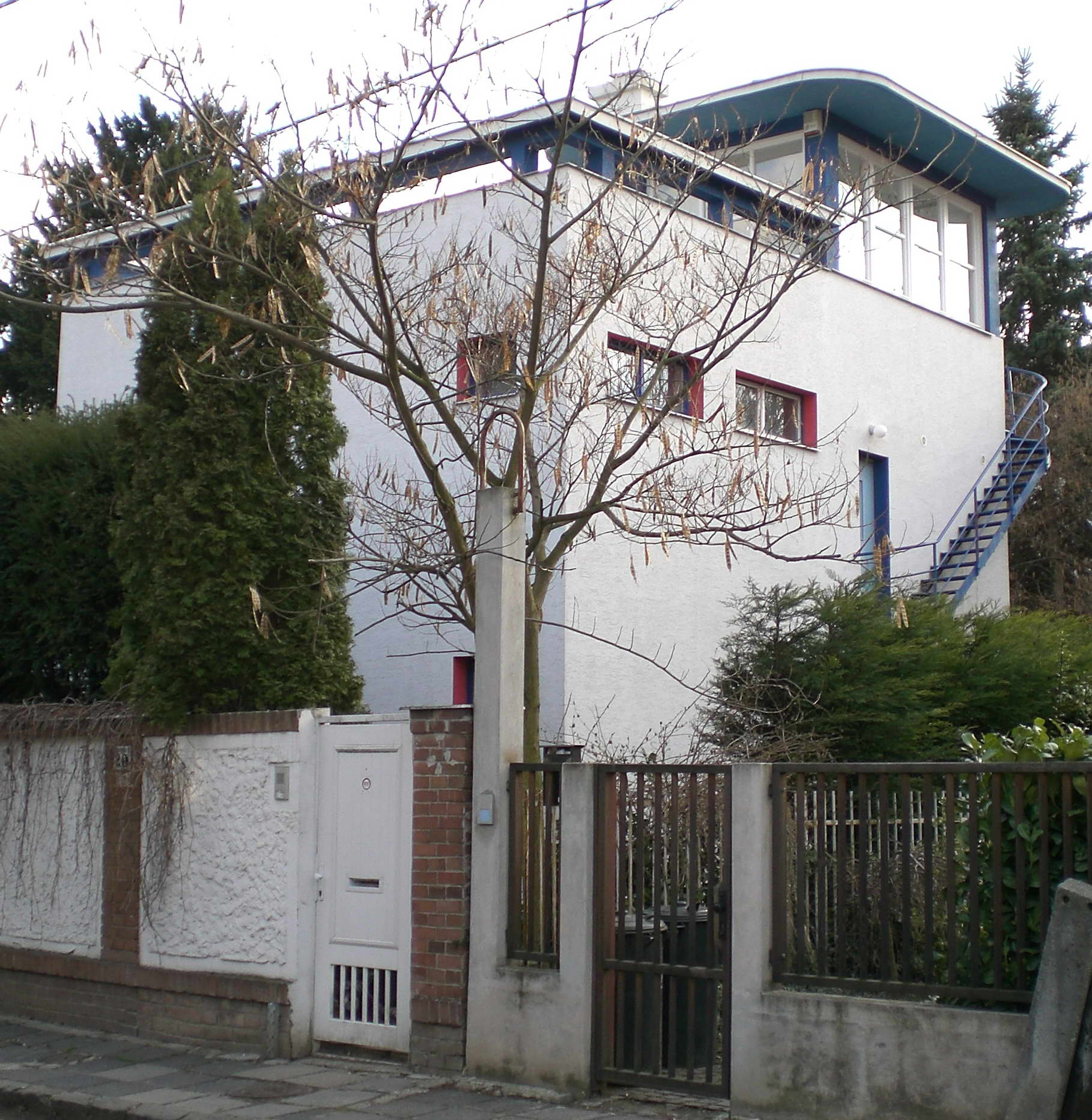
Napraforgó utca, részletek angolul en:Bauhaus in Budapest
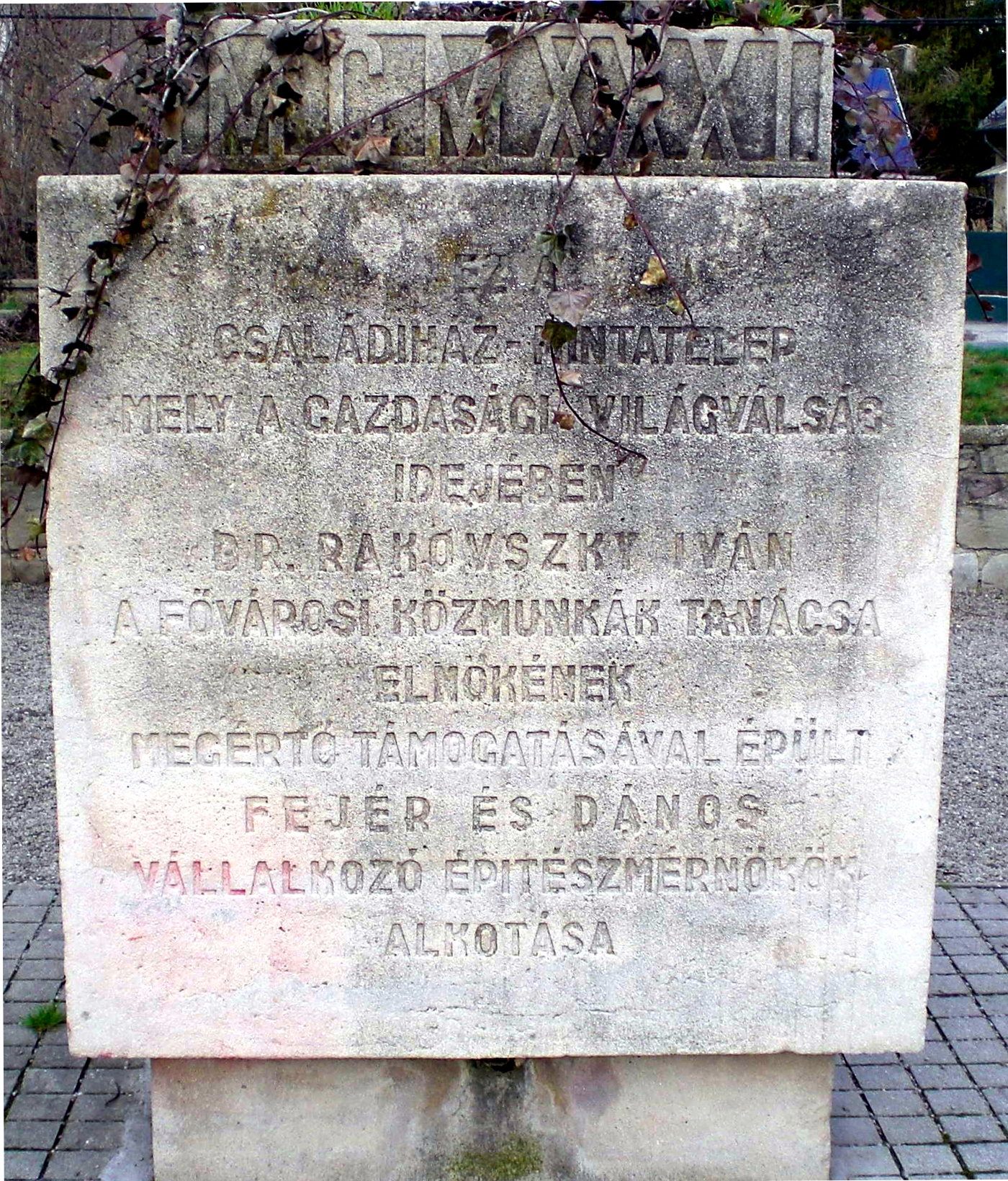
Emléktábla 1932 CSALÁDIHÁZ MINTATELEP, Napraforgó utca
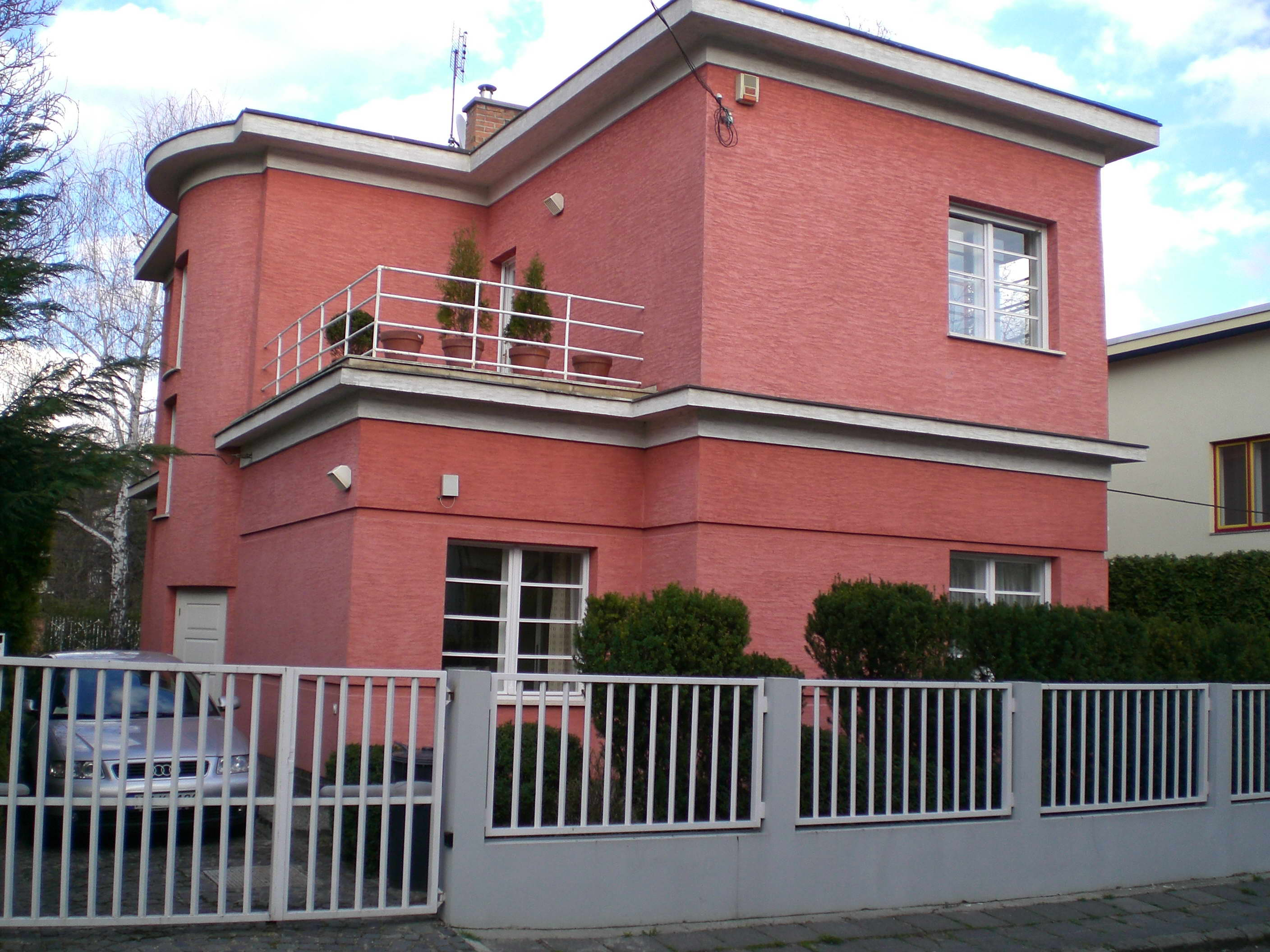
Napraforgó utca
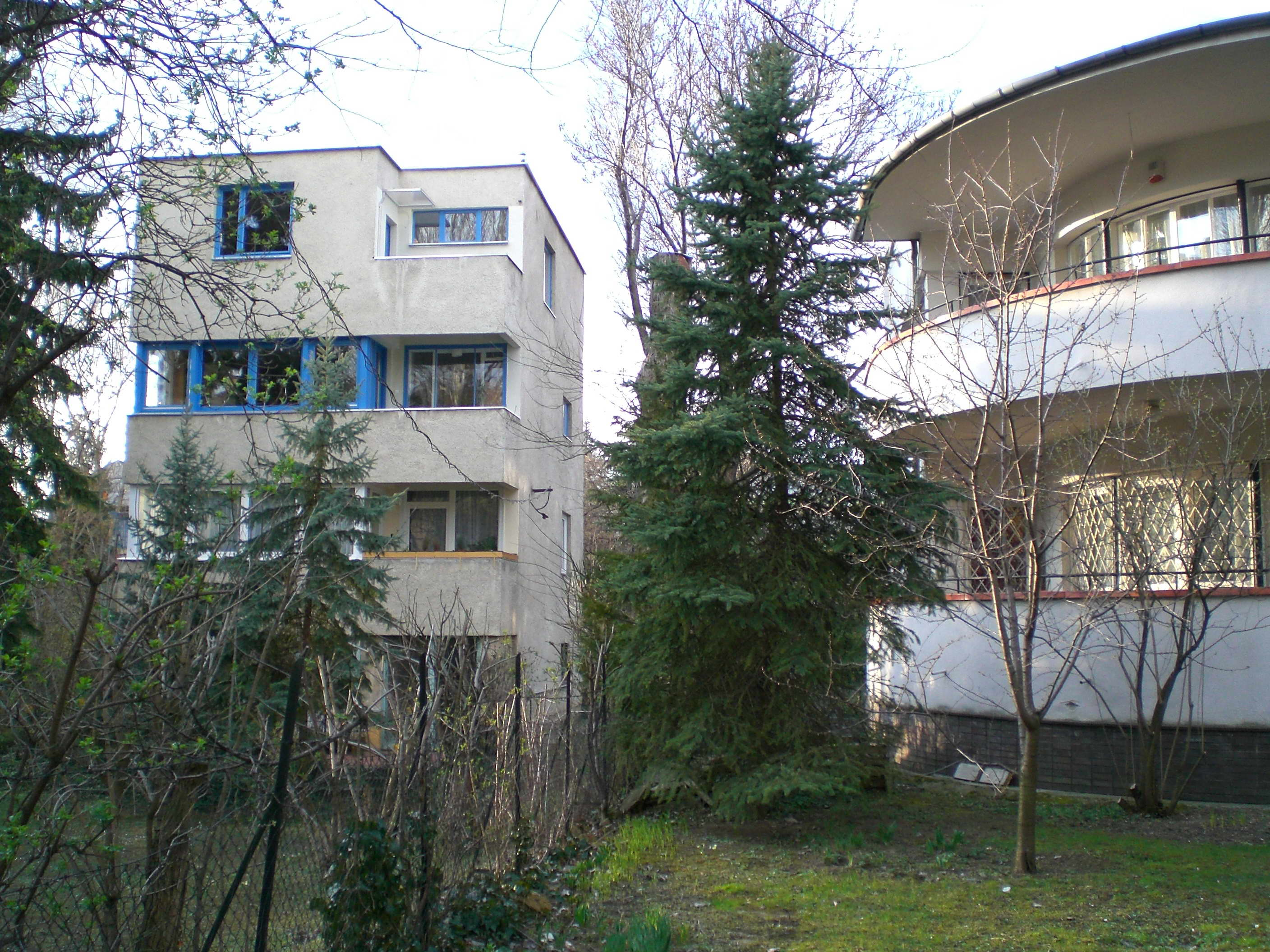
Lotz Károly utca
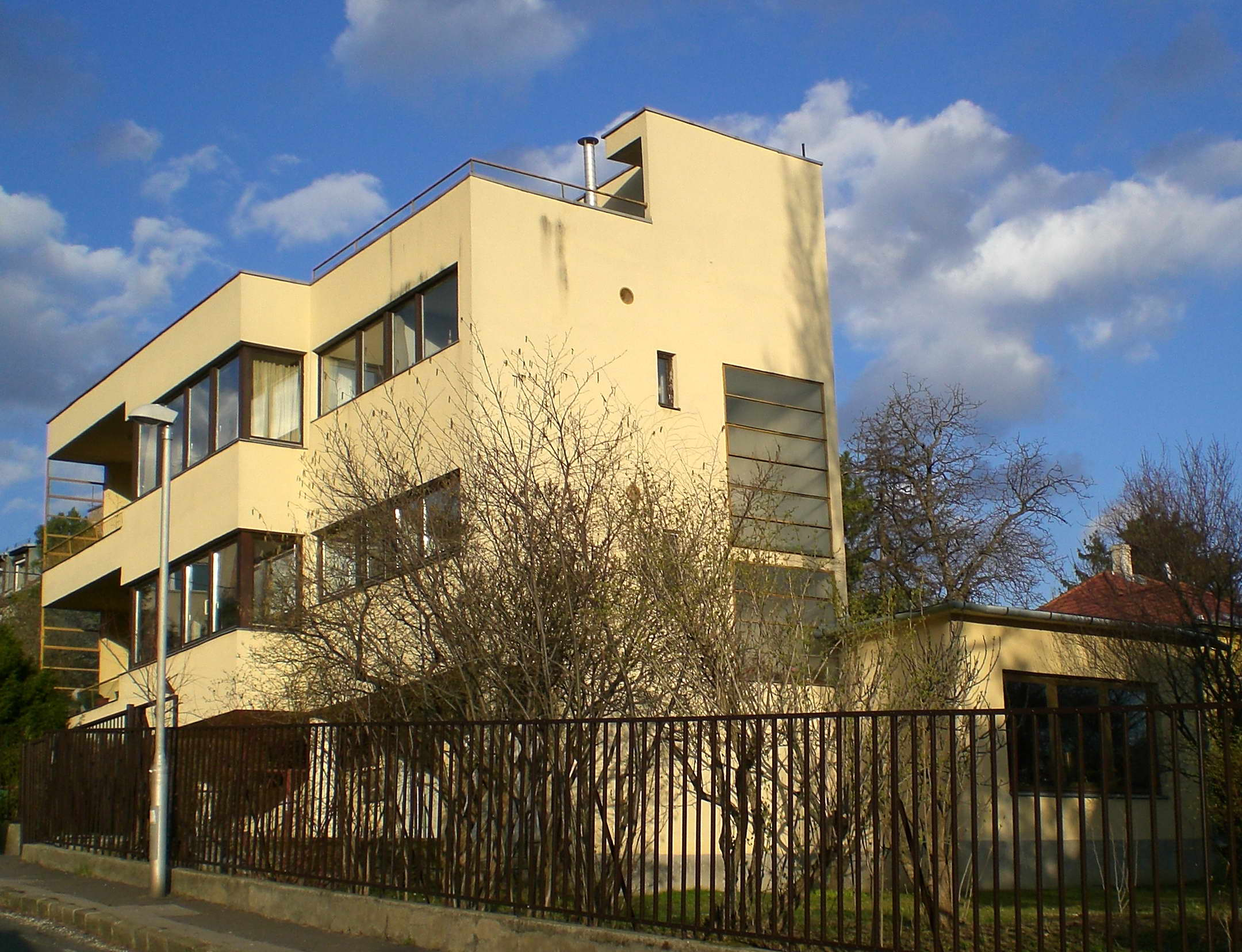
Harangvirág utca
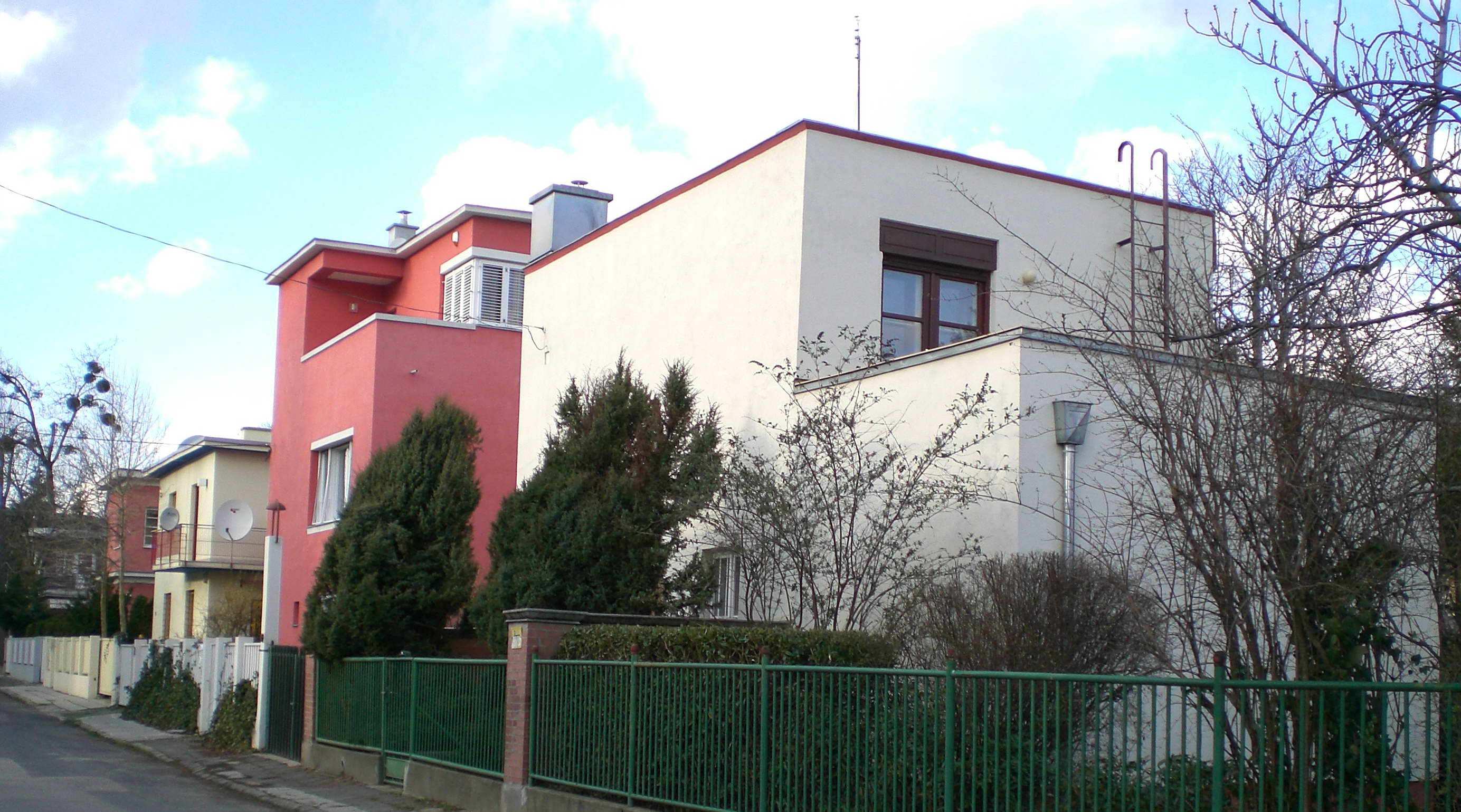
Napraforgó utca
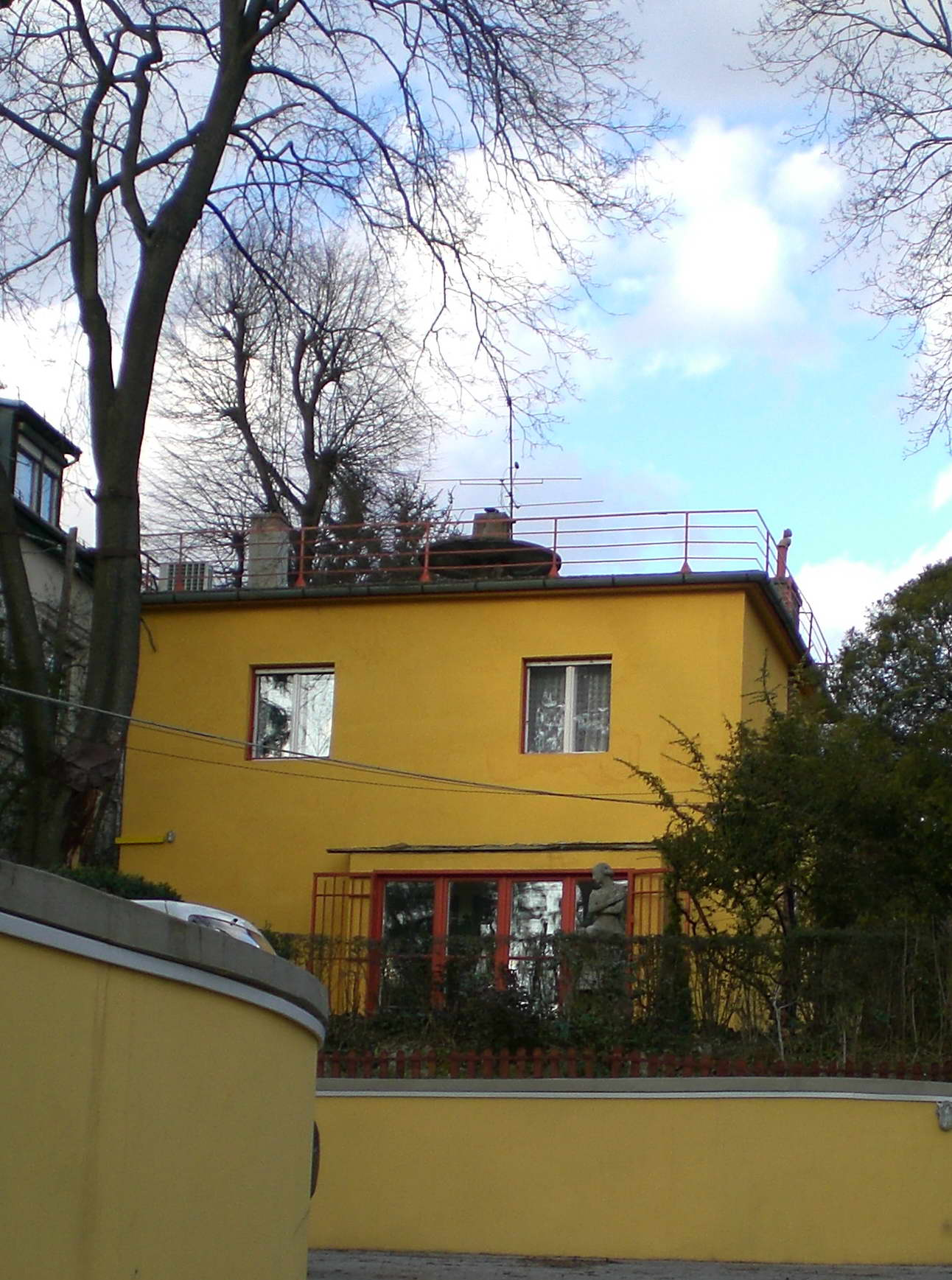
Orsó utca
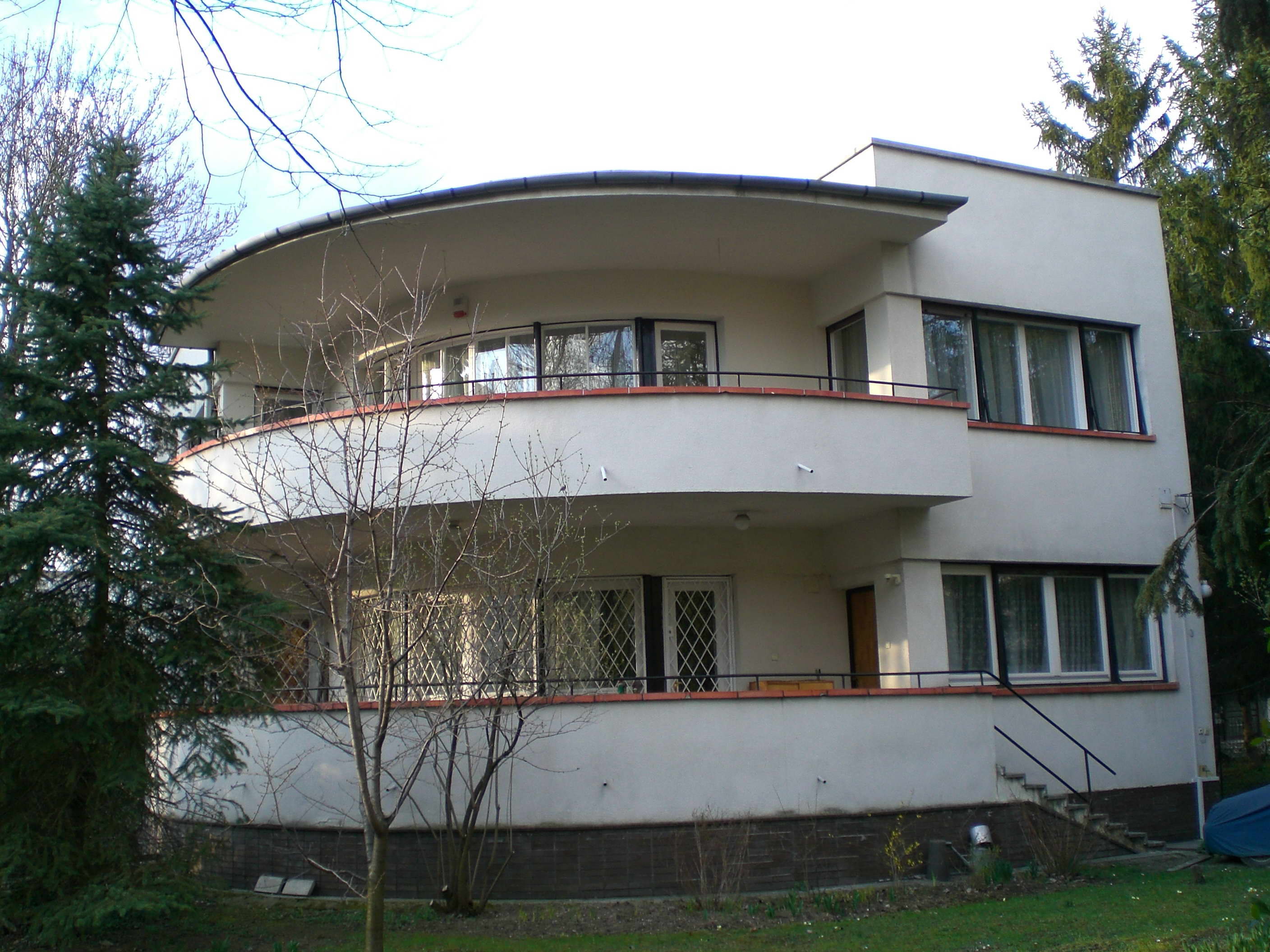
Lotz Károly utca
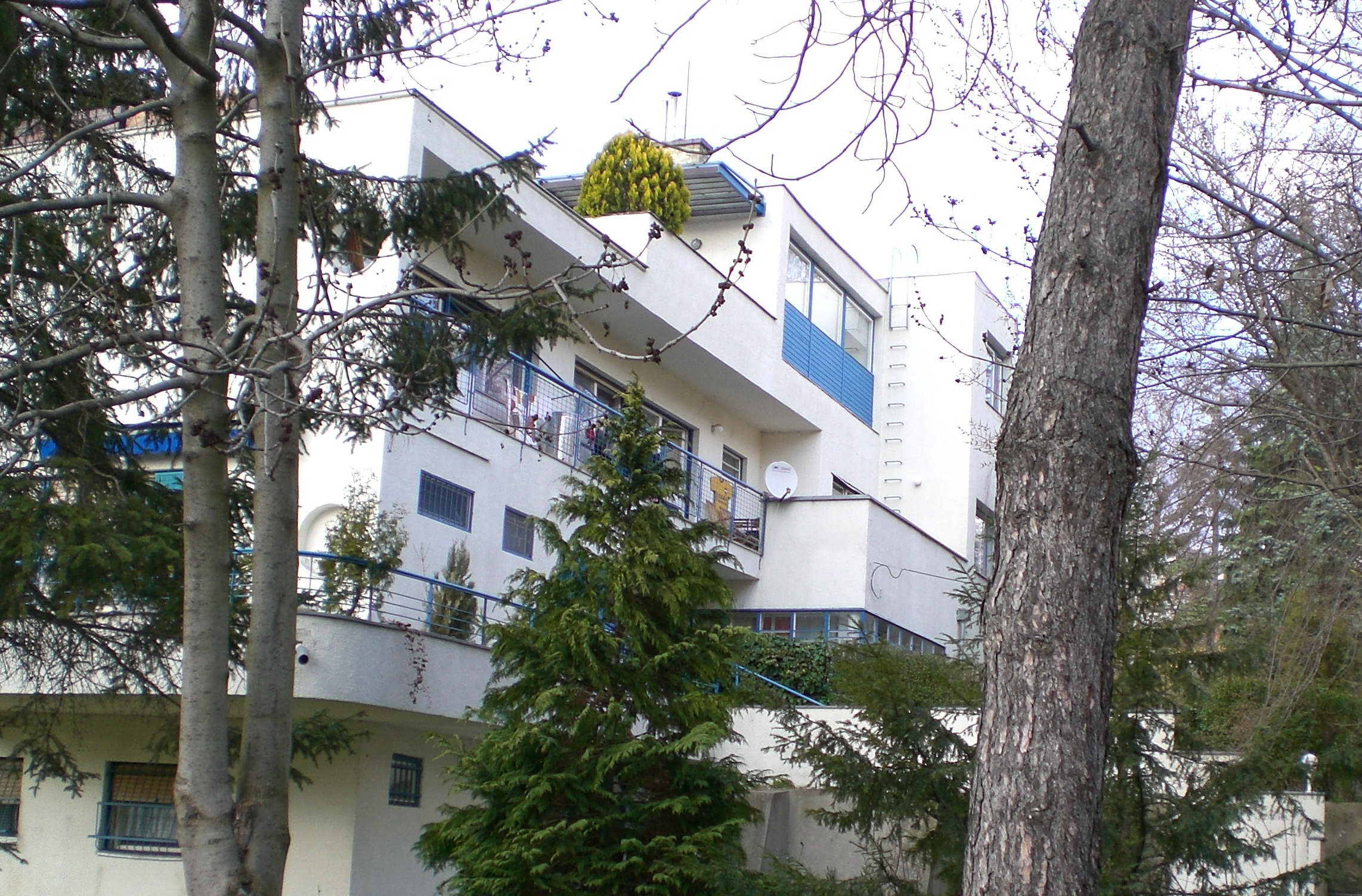
Pasaréti út 97.
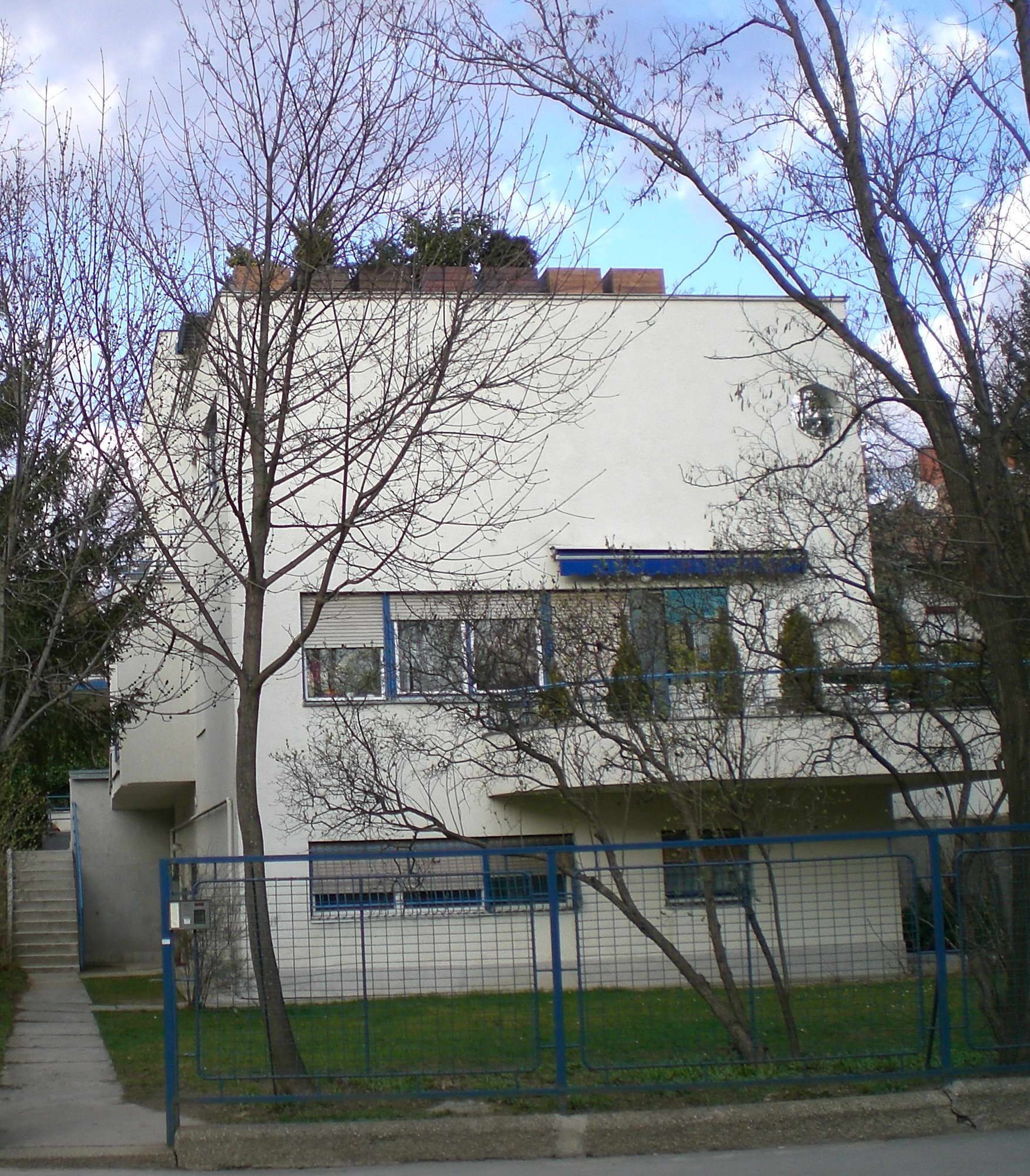
Pasaréti út 97.
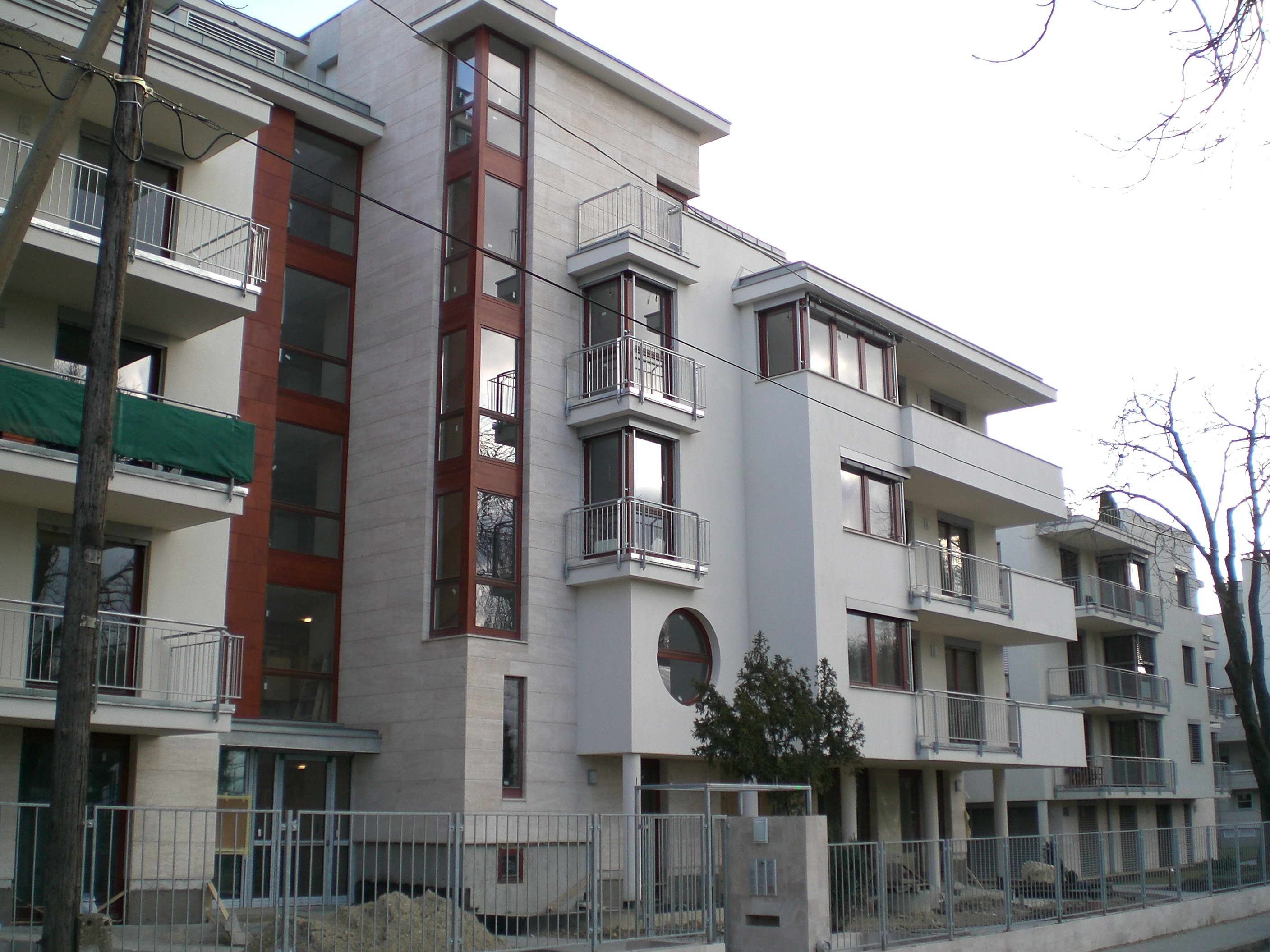
Pasarét
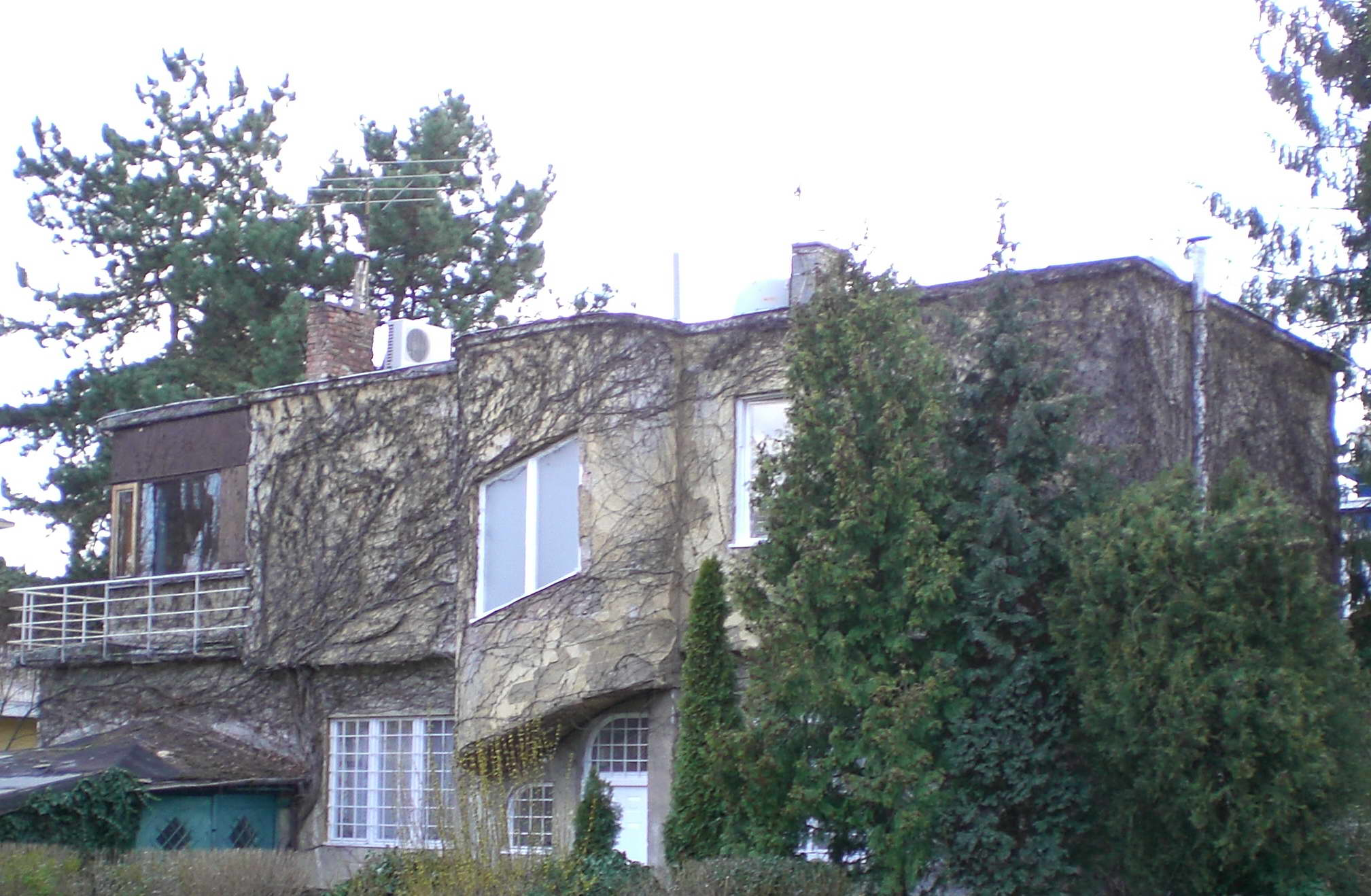
Napraforgó utca
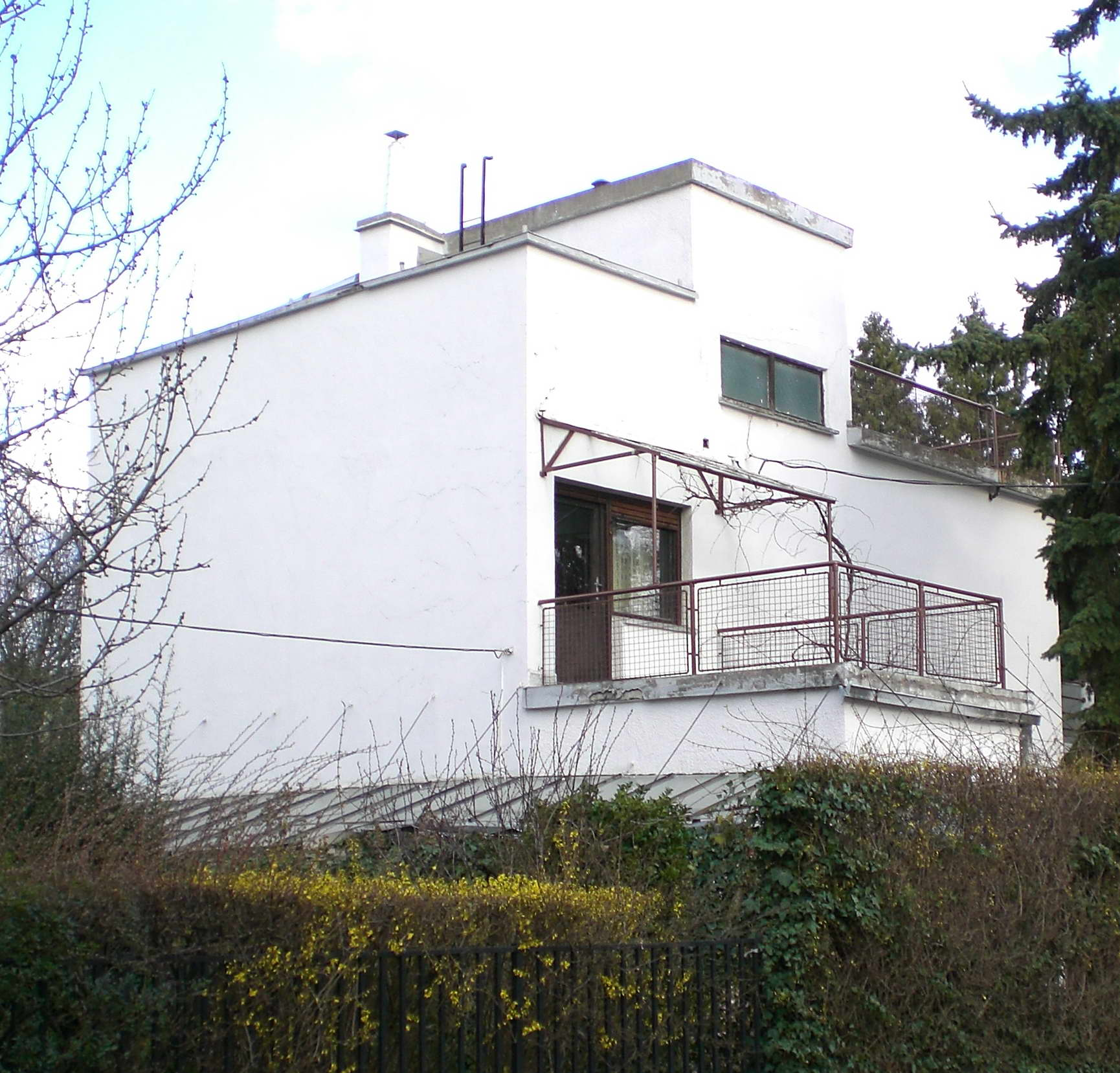
Napraforgó utca
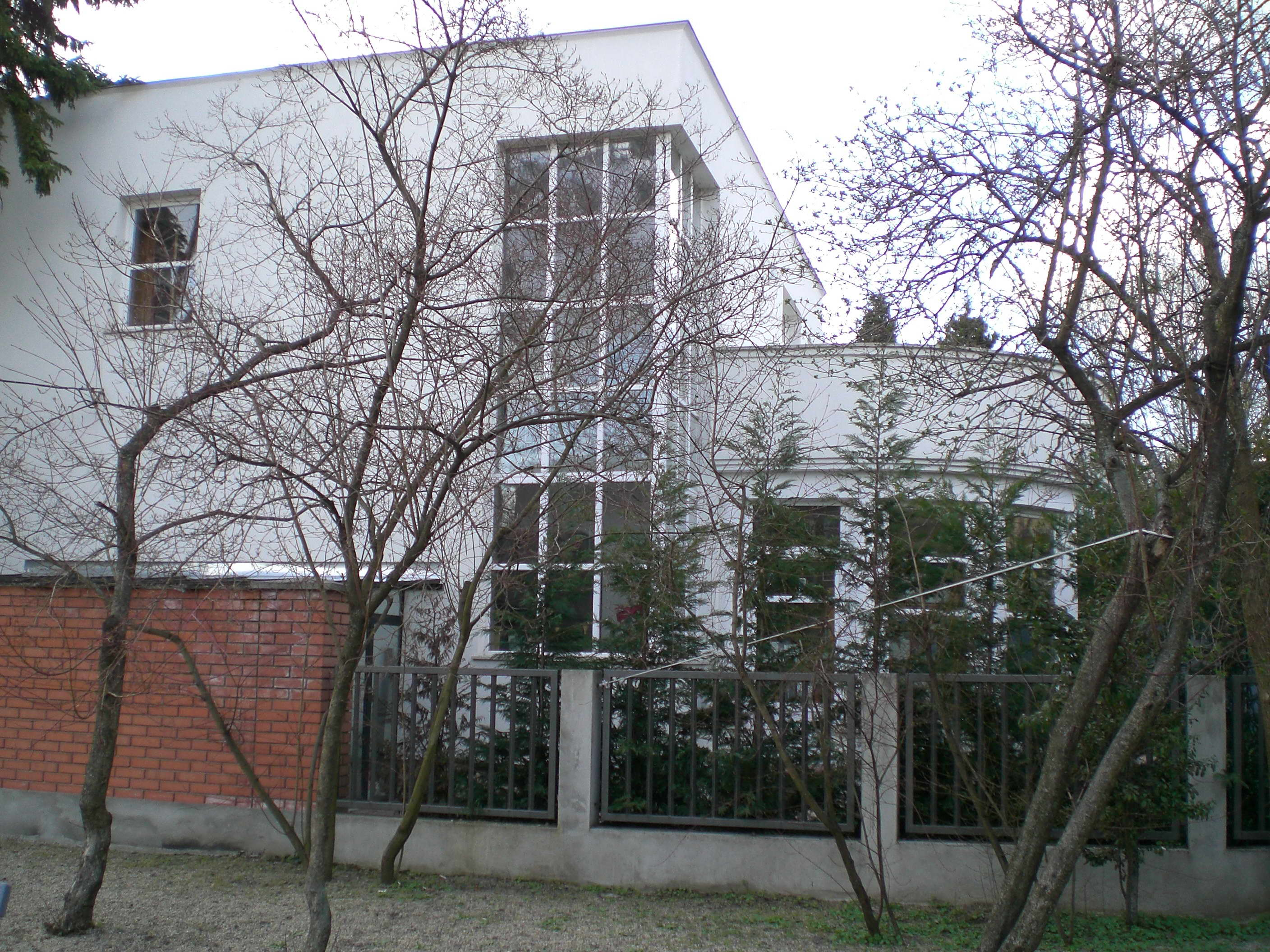
Napraforgó utca
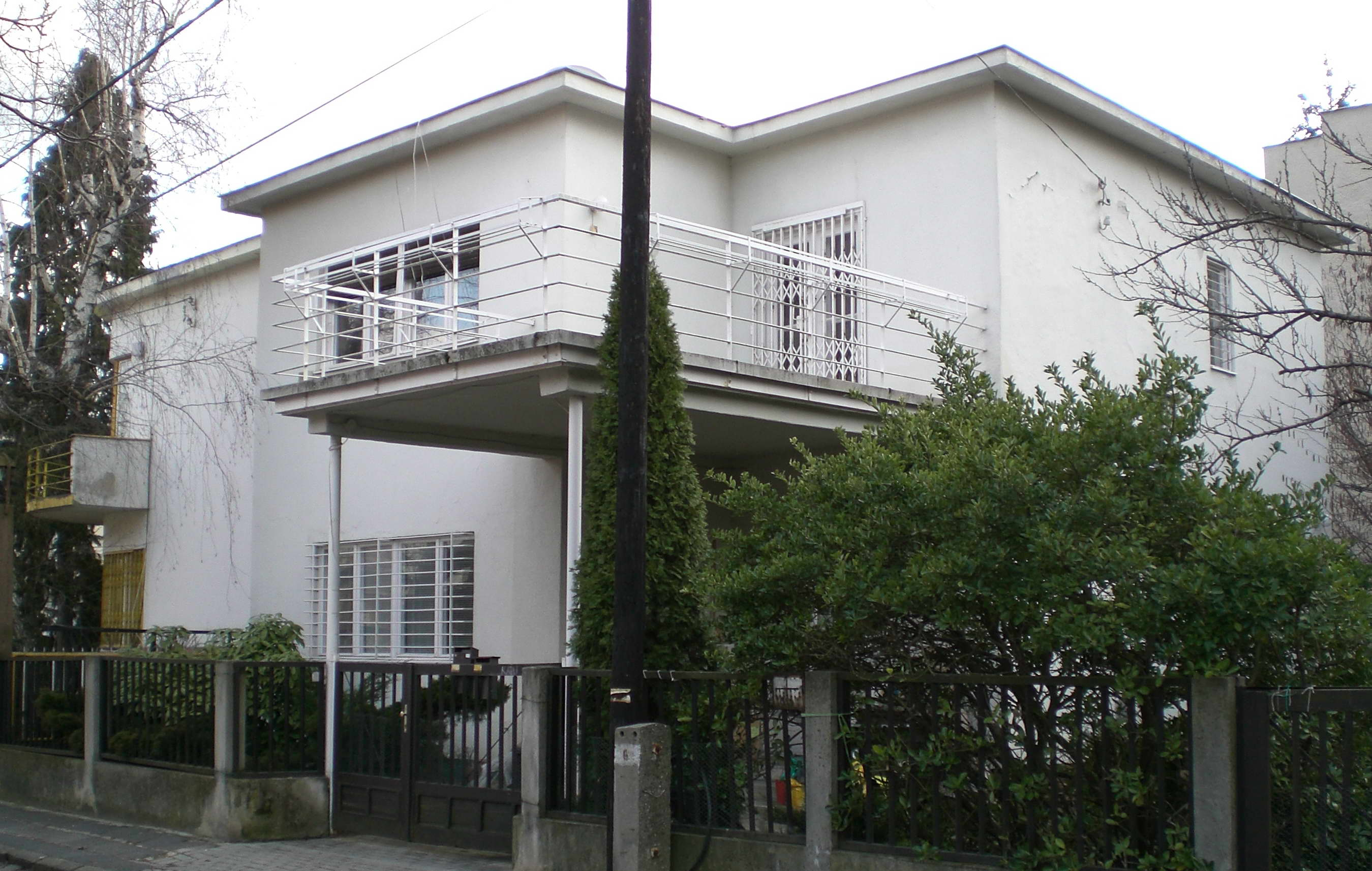
Napraforgó utca
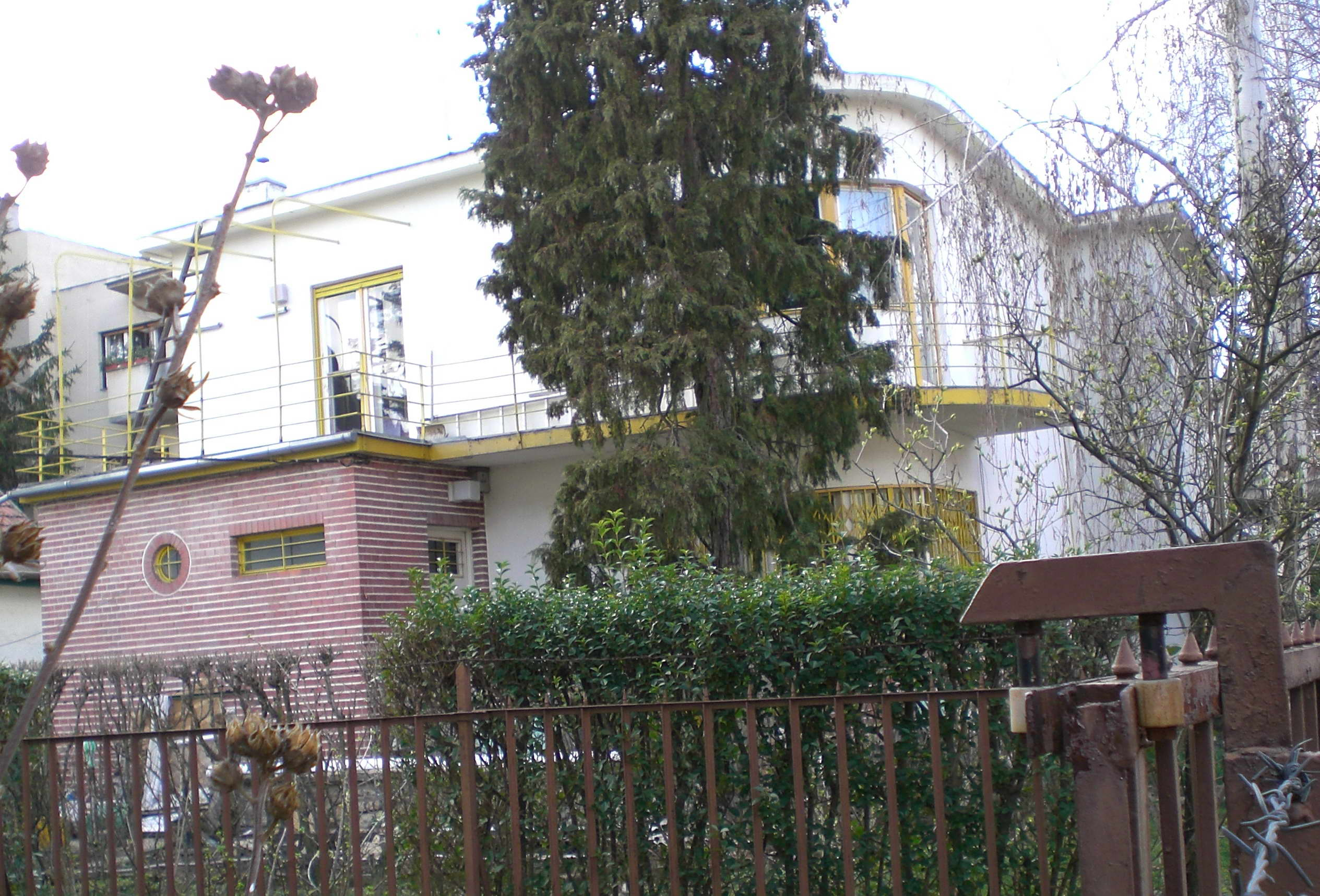
Napraforgó utca
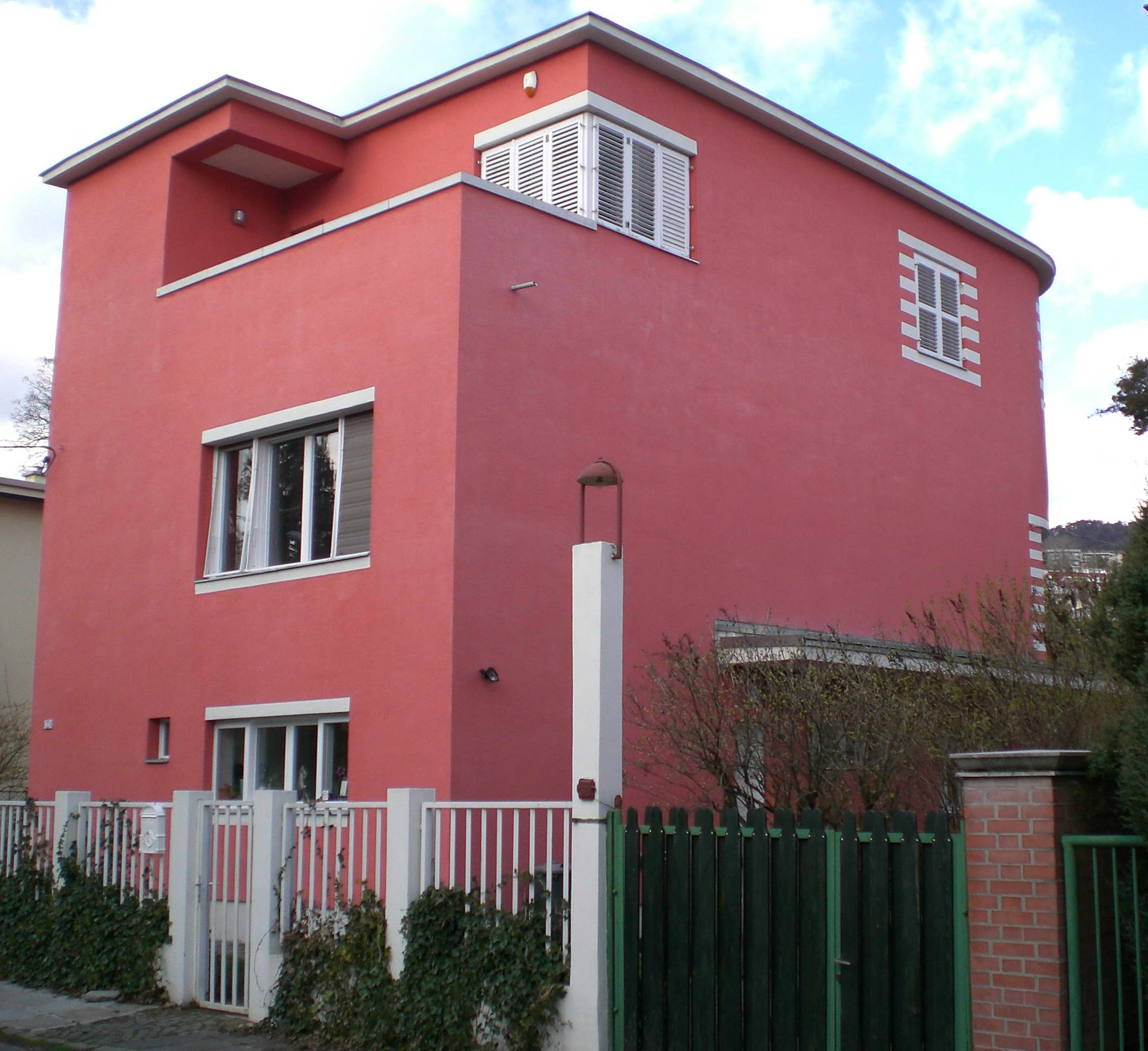
Napraforgó utca
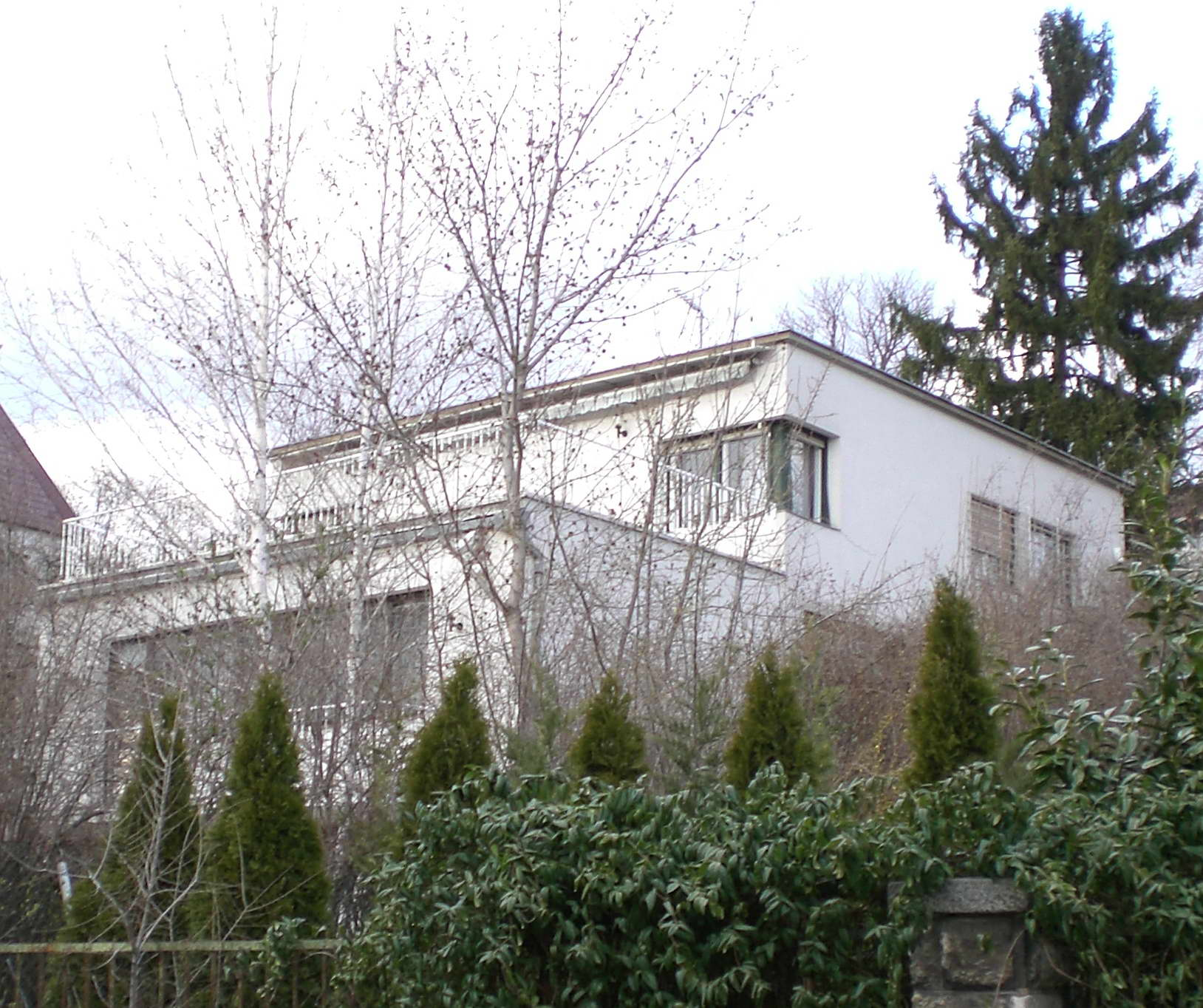
Nagy Imre háza, Orsó utca
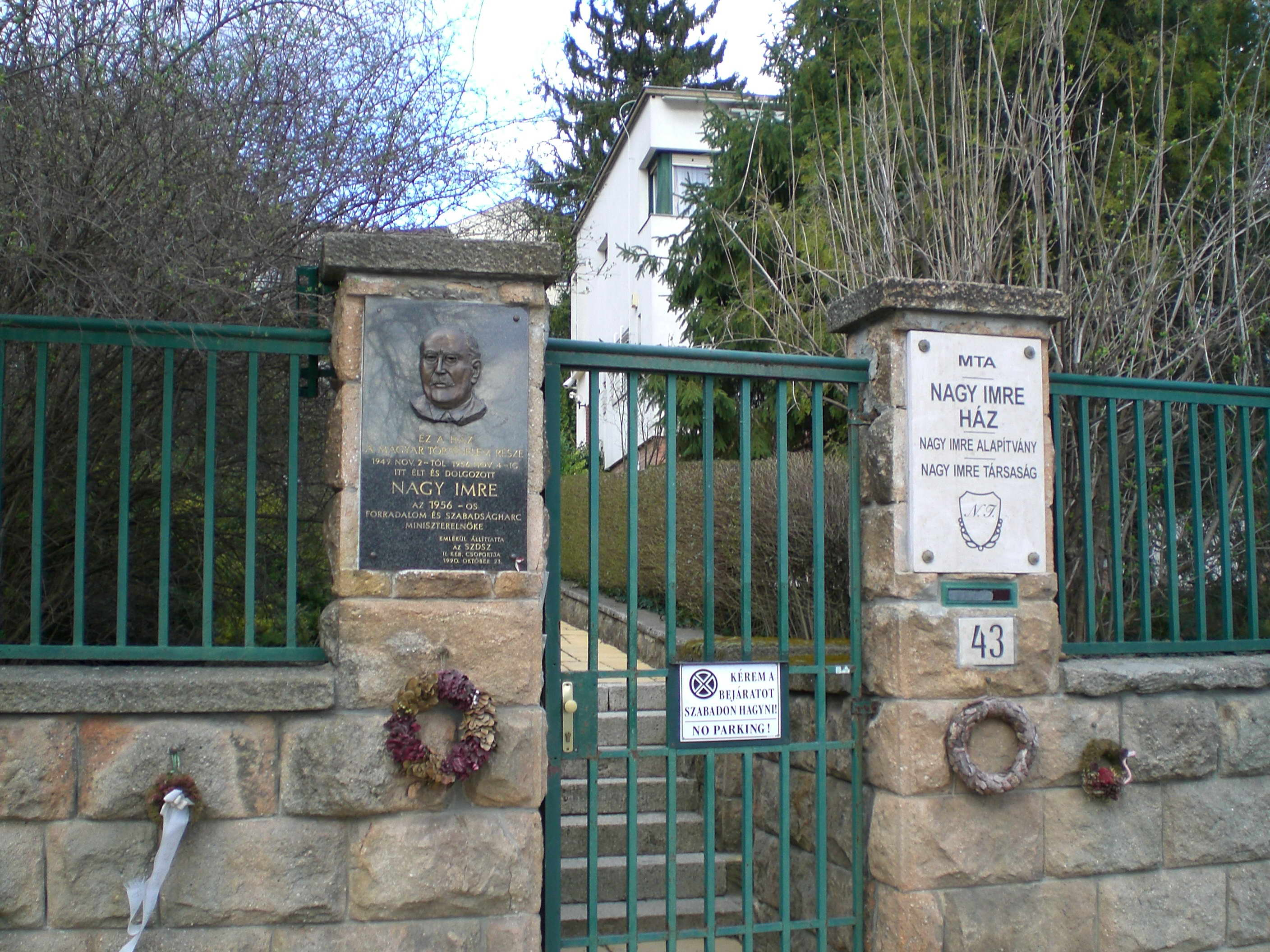
Nagy Imre háza, Orsó utca